# Pakistanische Cricket-Nationalmannschaft in Neuseeland in der Saison 1988/89
Die Tour der pakistanischen Cricket-Nationalmannschaft nach Neuseeland in der Saison 1988/89 fand vom 3. Februar bis zum 14. März 1989 statt. Die internationale Cricket-Tour war Bestandteil der Internationalen Cricket-Saison 1988/89 und umfasste zwei Tests und vier ODIs. Neuseeland gewann die ODI-Serie 3–1, während die Test-Serie 0–0 unentschieden endete.

## Vorgeschichte
Neuseeland spielte zuvor eine Tour in Indien, Pakistan ein Drei-Nationen-Turnier in Australien.
Das letzte Aufeinandertreffen der beiden Mannschaften bei einer Tour fand in der Saison 1984/85 in Neuseeland statt.

## Stadien
Die folgenden Stadien wurden für die Tour als Austragungsort vorgesehen.
| Stadion        | Stadt        | Kapazität | Spiele          |
| -------------- | ------------ | --------- | --------------- |
| Eden Park      | Auckland     | 50.000    | 3. Test; 3. ODI |
| Lancaster Park | Christchurch | 38.628    | 1. ODI          |
| Carisbrook     | Dunedin      | 29.000    | 1. Test         |
| Seddon Park    | Hamilton     | 10.000    | 4. ODI          |
| Basin Reserve  | Wellington   | 11.000    | 2. Test; 2. ODI |

## Kaderlisten
Die folgenden Kader wurden von den Mannschaften benannt.
| Test | Test | ODI | ODI |
| Neuseeland | Pakistan | Neuseeland | Pakistan |
| --- | --- | --- | --- |
| - Stephen Boock - John Bracewell - Ewen Chatfield - Jeff Crowe - Martin Crowe - Mark Greatbatch - Richard Hadlee - Richard Jones - Danny Morrison - Dipak Patel - Ian Smith - Bert Vance - John Wright | - Aamer Malik - Aaqib Javed - Abdul Razzaq - Imran Khan - Javed Miandad - Mudassar Nazar - Rizwan-uz-Zaman - Saleem Malik - Saleem Yousuf - Saleem Jaffar - Shoaib Mohammad - Tauseef Ahmed | - Jeff Crowe - Martin Crowe - Mark Greatbatch - Richard Jones - Chris Kuggeleijn - Danny Morrison - Gary Robertson - Ian Smith - Martin Snedden - Bert Vance - Willie Watson - John Wright | - Aamer Malik - Aaqib Javed - Abdul Razzaq - Ijaz Ahmed - Imran Khan - Mudassar Nazar - Rameez Raja - Saleem Malik - Saleem Jaffar - Shoaib Mohammad - Tauseef Ahmed |

## Tour Matches
| 22. Januar Scorecard | Auckland | Pakistanis 48 (26.1)           | – | Auckland 49-3 (17) |
|                      |          | Auckland gewinnt mit 7 Wickets |   |                    |

| 25. – 27. Januar Scorecard | Hamilton | Pakistanis 302 (90) & 108-3 (35.3) | – | New Zealand Cricket Council President’s XI 261-5d (99.4) |
|                            |          | Remis                              |   |                                                          |

| 29. – 31. Januar Scorecard | Christchurch | Pakistanis 258-7d (76) & 235-3d (61) | – | Canterbury 219-5d (72) & 219-9 (65) |
|                            |              | Remis                                |   |                                     |

| 19. – 21. Februar Scorecard | Napier | Pakistanis 282-9d (87.4) & 198-4d (60.4) | – | Shell XI 196-5d (74) & 152 (49) |
|                             |        | Pakistanis gewinnt mit 132 Runs          |   |                                 |

### Erster Test in Dunedin
| 3. – 7. Februar Scorecard | Dunedin | Neuseeland | – | Pakistan |
|                           |         | Abgesagt   |   |          |

Auf Grund von Regenfällen wurde das Spiel abgesagt und stattdessen ein ODI ausgetragen.
| 6. Februar Scorecard | Dunedin | Pakistan 170-9 (48/48)           | – | Neuseeland 174-2 (46.3/48) |
|                      |         | Neuseeland gewinnt mit 8 Wickets |   |                            |

### Zweiter Test in Wellington
| 10. – 14. Februar Scorecard | Wellington | Neuseeland 447 (169.4) & 186-8 (61) | – | Pakistan 438-7d (195) |
|                             |            | Remis                               |   |                       |

### Dritter Test in Auckland
| 24. – 28. Februar Scorecard | Auckland | Pakistan 616-5d (203) | – | Neuseeland 403 (184.1) & 99-3 (50.4) (f/o) |
|                             |          | Remis                 |   |                                            |

## One-Day Internationals

### Erstes ODI in Christchurch
| 4. März Scorecard | Christchurch | Pakistan 170-7 (47/47)           | – | Neuseeland 171-3 (40.5/47) |
|                   |              | Neuseeland gewinnt mit 7 Wickets |   |                            |

### Zweites ODI in Wellington
| 8. März Scorecard | Wellington | Pakistan 253-6 (50)              | – | Neuseeland 254-4 (46.5) |
|                   |            | Neuseeland gewinnt mit 6 Wickets |   |                         |

### Drittes ODI in Auckland
| 11. März Scorecard | Auckland | Neuseeland 249 (49.5)          | – | Pakistan 251-3 (48.3) |
|                    |          | Pakistan gewinnt mit 7 Wickets |   |                       |

### Viertes ODI in Hamilton
| 14. März Scorecard | Hamilton | Pakistan 138-9 (50)              | – | Neuseeland 139-3 (39.4) |
|                    |          | Neuseeland gewinnt mit 7 Wickets |   |                         |